# Cristian Raúl Ledesma
Cristian Raúl Ledesma (San Isidro, 29 dicembre 1978) è un allenatore di calcio ed ex calciatore argentino, di ruolo centrocampista.

## Carriera

### Club
Ha cominciato la sua carriera professionistica all'Argentinos Juniors, nel 1997. Successivamente ha giocato per River Plate, Amburgo (in Germania), Monterrey (in Messico), Colón e Racing Avellaneda.
Dopo aver vinto il campionato argentino con il San Lorenzo, Ledesma è stato messo sotto contratto dai campioni greci in carica dell'Olympiakos per circa 1400000 €, guadagnando così la possibilità di mostrare le sue capacità in Champions League. Trascorso solo un anno, è tornato in patria per giocare ancora, stavolta in prestito, al San Lorenzo.
Nel 2010 torna al Colón, e il 23 agosto 2011 viene acquistato dal neoretrocesso River Plate.

### Nazionale
Ha debuttato in Nazionale argentina in una gara contro il Cile il 18 aprile 2007. Conta attualmente quattro presenze con l'Albiceleste.

## Palmarès

### Club

#### Competizioni nazionali
- Campionato argentino: 5

River Plate: 1999, Clausura 2000, Apertura 2001, Final 2014
San Lorenzo: Clausura 2007
- Coppa di Lega tedesca: 1

Amburgo: 2003
- Primera B Nacional: 1

2011-2012